# Oleg Bozhev
Oleg Bozhev (n. 25 august 1961, Moscova, RSFS Rusă, URSS) este un patinator de viteză ce a reprezentat Uniunea Republicilor Sovietice Socialiste, medaliat olimpic. A participat la o ediție a Jocurilor Olimpice (1984) în care a câștigat o medalie de bronz.

## Participări
Lista de mai jos prezintă principalele competiții la care a participat Oleg Bozhev de-a lungul carierei.
- speed skating at the 1984 Winter Olympics – men's 1500 metres[*]